# Bärenbach (Kainach)
Der Bärenbach ist ein rund 1,3 Kilometer langer, linker Nebenfluss der Kainach in der Steiermark.

## Verlauf
Der Bärenbach entsteht im nördlichen Teil der Stadtgemeinde Bärnbach, im zentralen Teil der Katastralgemeinde Hochtregist, östlich der Streusiedlung Weingartsberg und nordwestlich des Hofes Taubermichl. Er fließt zuerst relativ gerade, dann in einem Linksbogen und anschließend wieder relativ gerade insgesamt nach Südwesten. Im nördlichen Teil der Katastralgemeinde Bärnbach und des Stadtteiles Kleinkainach mündet er im östlich der Piberegg Rollsiedlung etwa 150 Meter östlich der L341 in die Kainach, welche danach nach links abbiegt.
Auf seinem Lauf nimmt der Bärenbach von links zwei sowie von rechts einen unbenannten Wasserlauf auf.